# Лонсон
Лонсо́н (фр. Lonçon) — коммуна во Франции, находится в регионе Аквитания. Департамент — Атлантические Пиренеи. Входит в состав кантона Арти-э-Пеи-де-Субестр. Округ коммуны — По.
Код INSEE коммуны — 64347.

## География

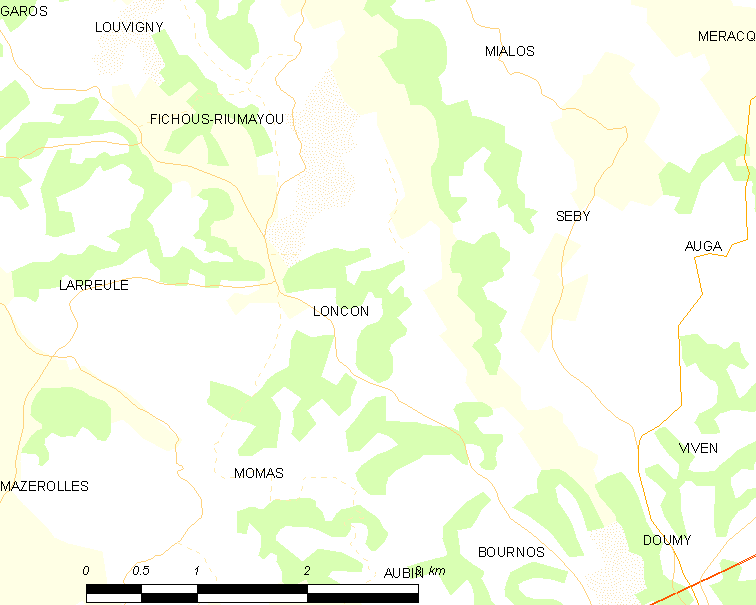
Карта коммуны

Коммуна расположена приблизительно в 640 км к югу от Парижа, в 155 км южнее Бордо, в 20 км к северу от По.

### Климат
Климат тёплый океанический. Зима мягкая, средняя температура января — от +5°С до +13°С, температуры ниже −10 °C бывают редко. Снег выпадает около 15 дней в году с ноября по апрель. Максимальная температура летом порядка 20-30 °C, выше 35 °C бывает очень редко. Количество осадков высокое, порядка 1100 мм в год. Характерна безветренная погода, сильные ветры очень редки.

## Население
Население коммуны на 2010 год составляло 161 человек.
| 1962 | 1968 | 1975 | 1982 | 1990 | 1999 | 2010 |
| ---- | ---- | ---- | ---- | ---- | ---- | ---- |
| 102  | 94   | 101  | 101  | 108  | 101  | 161  |

## Администрация
| Период | Период | Фамилия       | Партия | Примечания |
| ------ | ------ | ------------- | ------ | ---------- |
| 1995   | 2008   | Франсис Декан |        |            |
| 2008   | 2020   | Патрик Бандай |        |            |

## Экономика
В 2010 году среди 97 человек трудоспособного возраста (15-64 лет) 79 были экономически активными, 18 — неактивными (показатель активности — 81,4 %, в 1999 году было 66,0 %). Из 79 активных жителей работали 73 человека (42 мужчины и 31 женщина), безработных было 6 (2 мужчин и 4 женщины). Среди 18 неактивных 8 человек были учениками или студентами, 4 — пенсионерами, 6 были неактивными по другим причинам.

## Достопримечательности
- Церковь Сент-Жем (XX век)[4]

## Фотогалерея

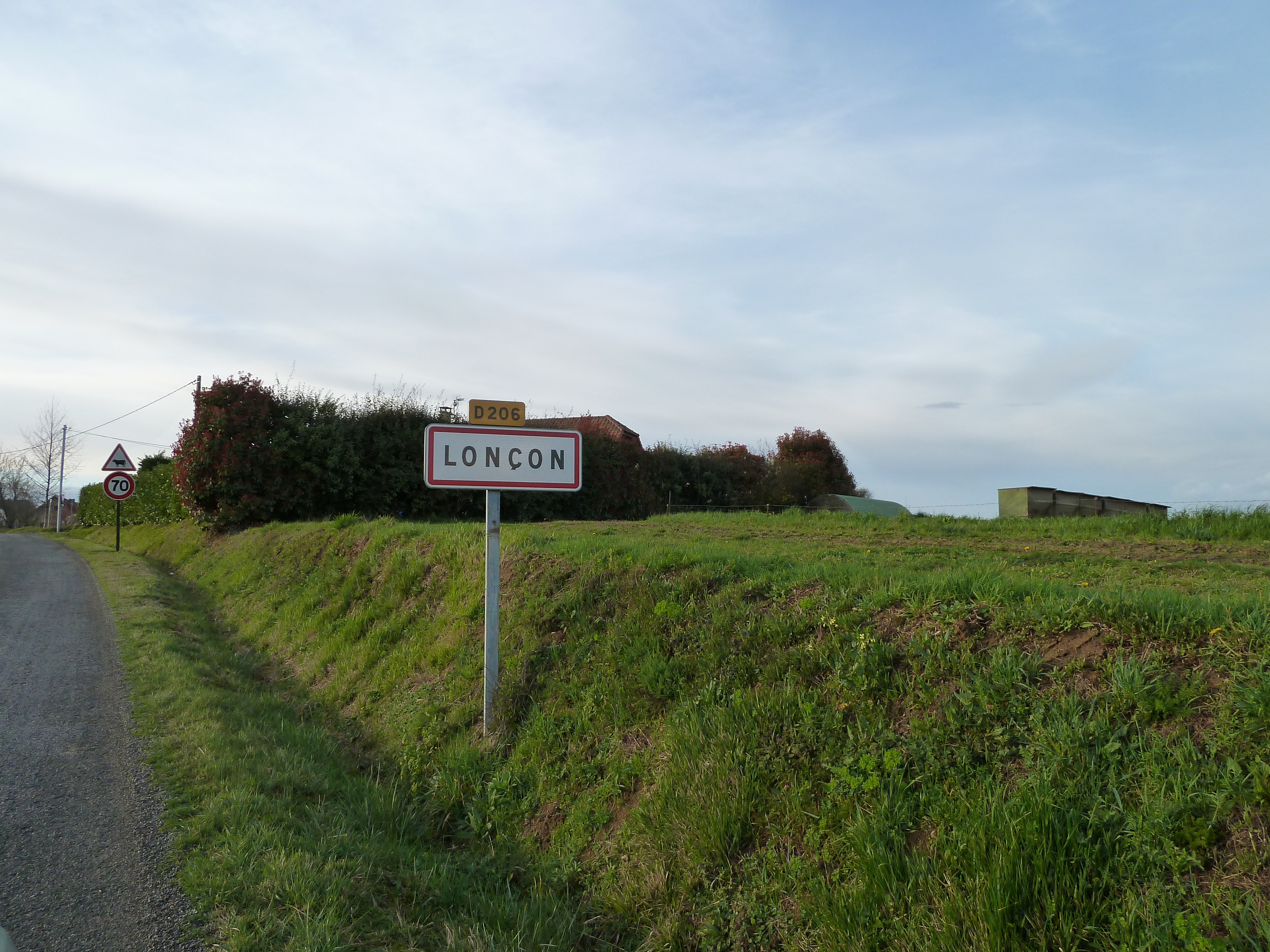
Въезд в Лонсон
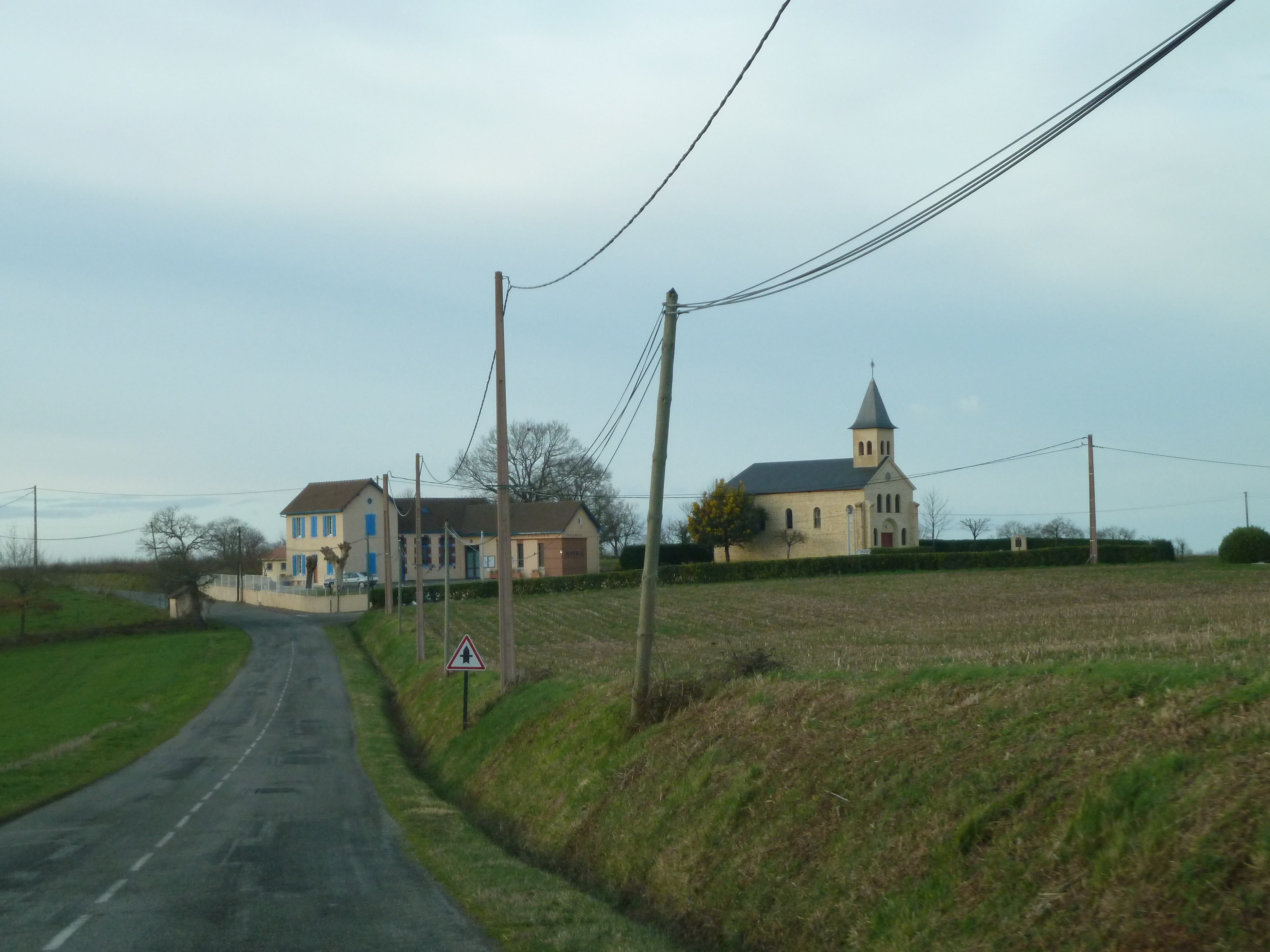
Лонсон
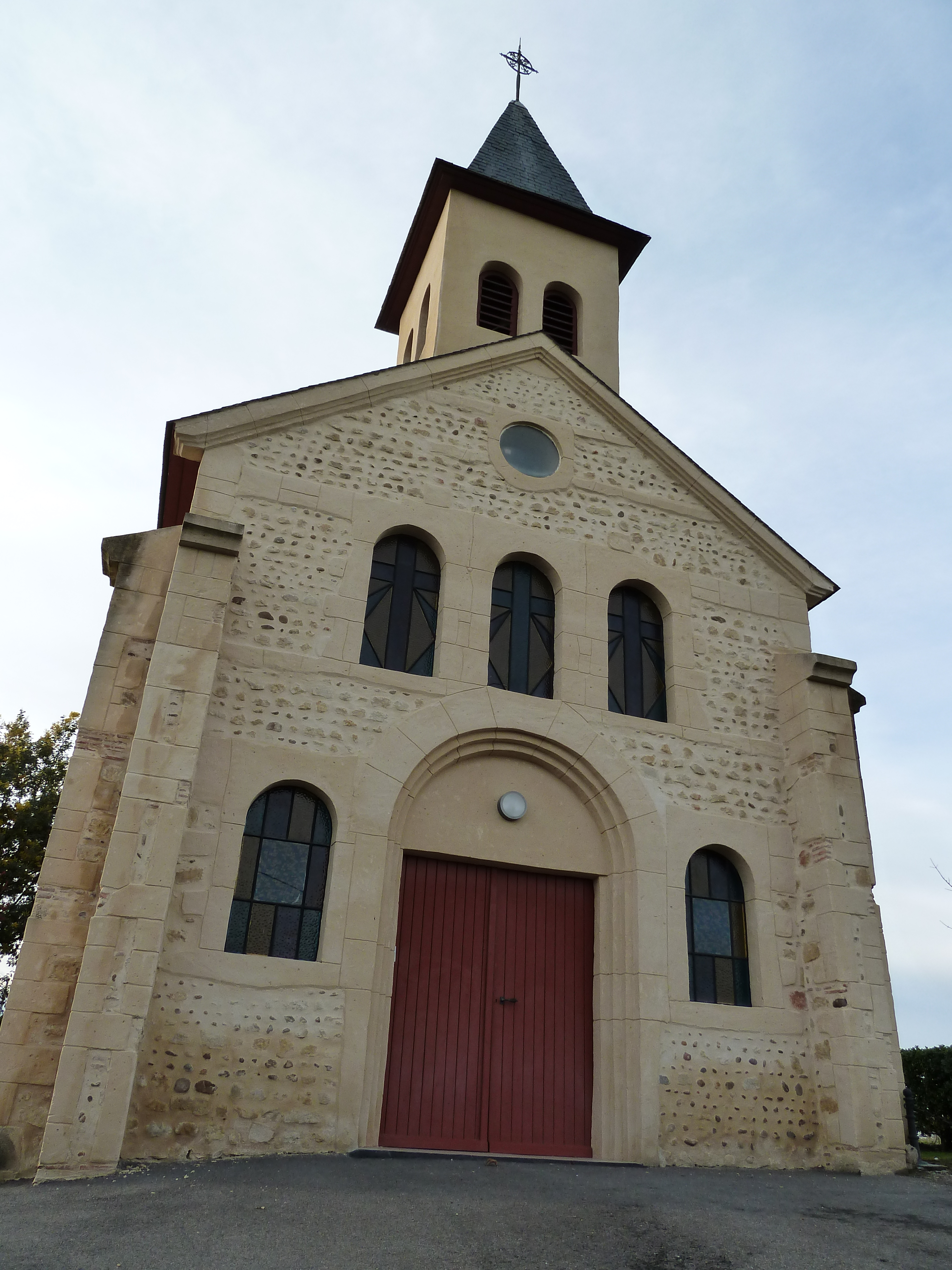
Церковь Сент-Жем
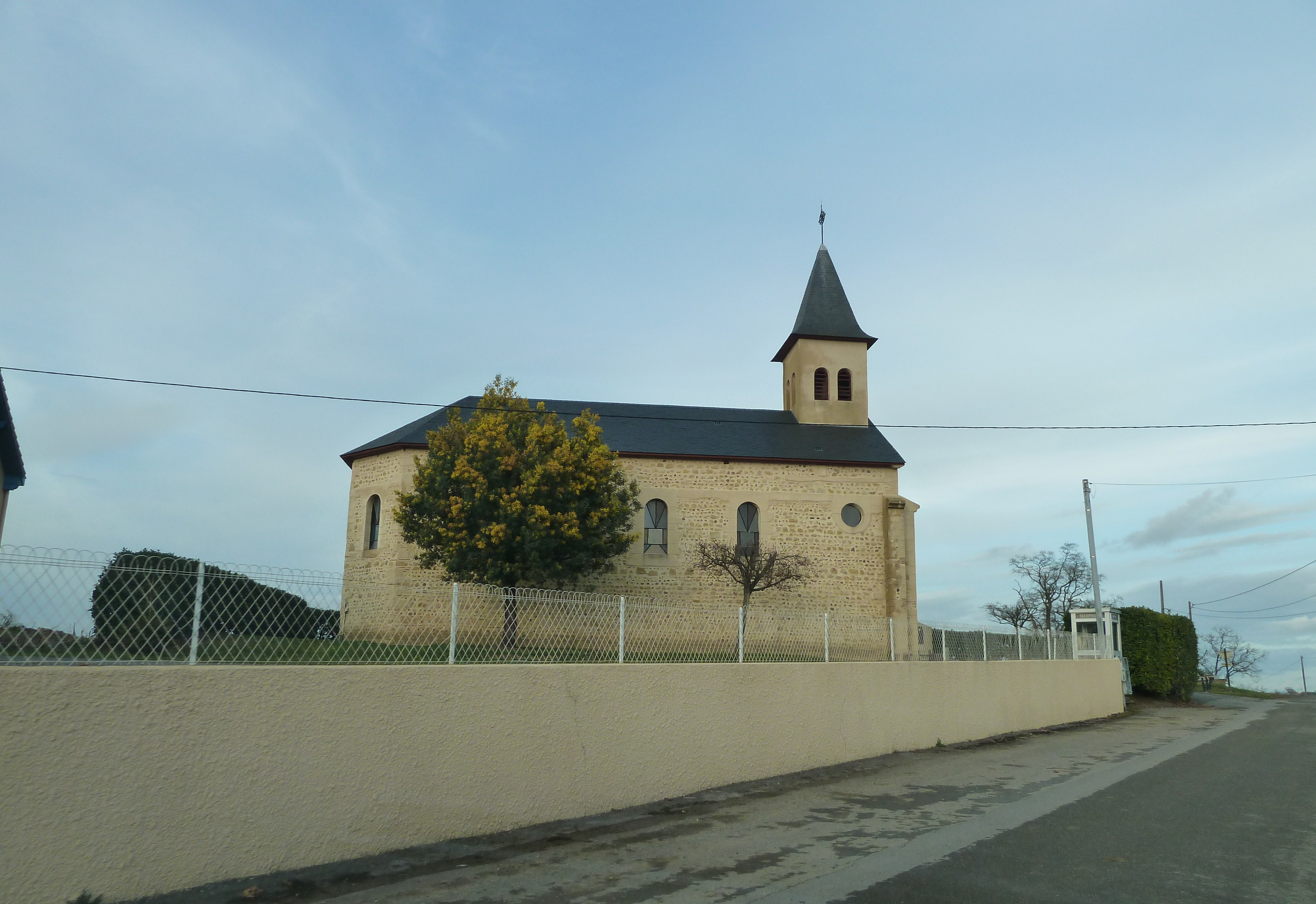
Церковь Сент-Жем
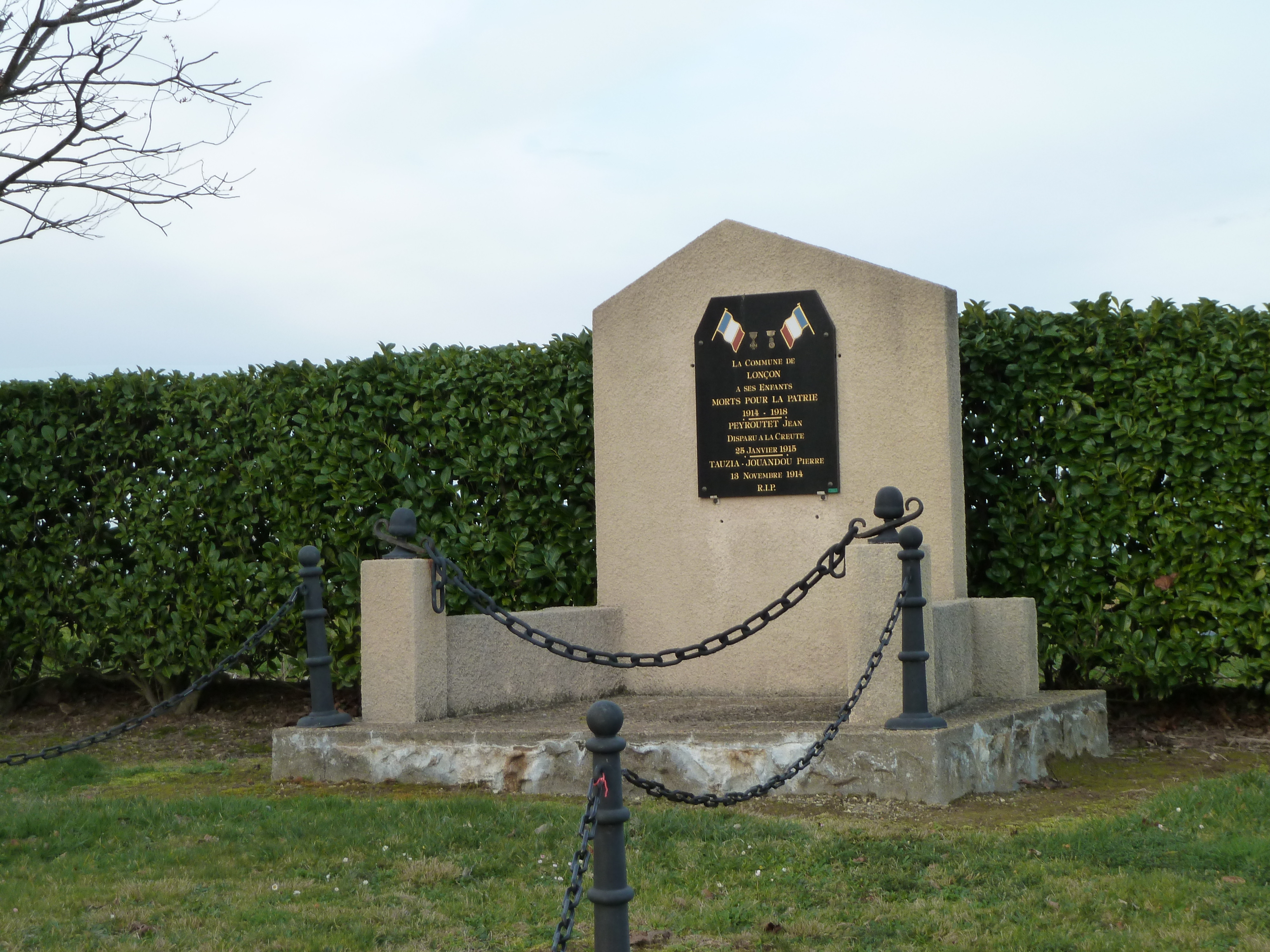
Военный мемориал